# Сервий Корнелий Меренда
Сервий Корнелий Меренда (на латински: Servius Cornelius Merenda) e политик и военен на Римската република.
През 275 пр.н.е. той участва успешно в боевете за Каудиум. Следващата година през 274 пр.н.е. той става консул заедно с Маний Курий Дентат.